# 白毛皱叶委陵菜
白毛皱叶委陵菜（学名：Potentilla ancistrifolia var. tomentosa）为蔷薇科委陵菜属下的一个变种。